# Mount Benson (berg i Australien, South Australia)
Mount Benson är ett berg i Australien. Det ligger i regionen Robe och delstaten South Australia, omkring 260 kilometer sydost om delstatshuvudstaden Adelaide. Toppen på Mount Benson är 70 meter över havet.
Mount Benson är den högsta punkten i trakten. Trakten runt Mount Benson är nära nog obefolkad, med mindre än två invånare per kvadratkilometer.. Närmaste större samhälle är Robe, omkring 15 kilometer söder om Mount Benson. 
I omgivningarna runt Mount Benson växer i huvudsak städsegrön lövskog. Genomsnittlig årsnederbörd är 750 millimeter. Den regnigaste månaden är juli, med i genomsnitt 128 mm nederbörd, och den torraste är februari, med 17 mm nederbörd.